# Атенаида-Евдокија
Елија Евдокија (лат. Aelia Eudocia Augusta), до крштења Атенаида (лат. Athenais; 401.—460.) је била византијска царица и књижевница, супруга цара Теодосија II.
Првобитно позната под именом Атенаида, кћерка паганског филозофа Леонтија из Атине, по крштењу је добила име Евдокија поставши супругом византијског цара Теодосија II.
Умрла је по раскиду са истим, 460. године у Палестини. Ова лепа и образована жена окушала се у поезији, пре свега у епско-херојској, узимајући за теме догађаје из Старог и Новог завета; од ње је сачувано свега једно од два певања песме о мученичкој смрти св. Кипријана које је Анђело Марија Бандини објавио у Graecae Ecclesiae Vetera Monumenta; као и једна друга песма у којој опева смрт св. Кипријана и св. Јустине, међутим, у фрагментима (обављена од истог издавача у Catal. Gr. bibl. Laur.). Осим тога, Евдокија важи за ауторку једног хомерског кентона, тј. једне песме о Христовом животу, која се састоји из 2343 пуних стихова и полустихова, и која је објављена у другом тому малопре наведене Бандинијеве збирке.